# Tarnawa (województwo dolnośląskie)
Tarnawa – wieś w Polsce położona w województwie dolnośląskim, w powiecie świdnickim, w gminie Żarów.

## Podział administracyjny
W latach 1975–1998 miejscowość położona była w województwie wałbrzyskim.

## Demografia
Według Narodowego Spisu Powszechnego (III 2011 r.) liczyła 28 mieszkańców. Jest najmniejszą miejscowością gminy Żarów.